# XTree

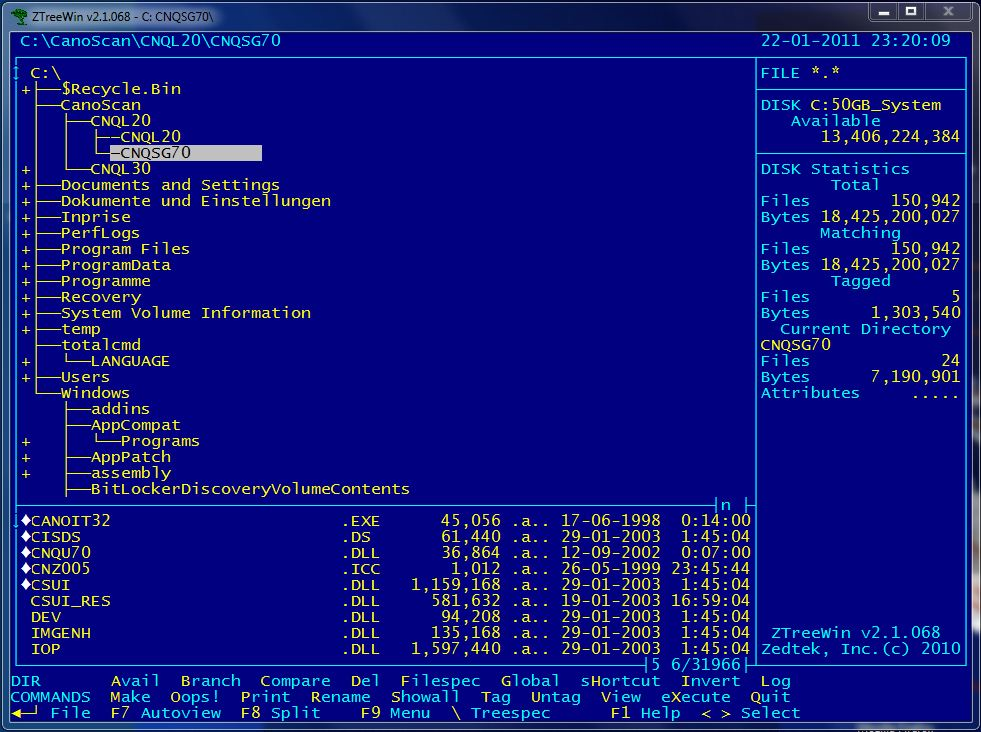
ZTreeWin 2.1

XTree és un programa de gestor de fitxers dissenyat originalment per utilitzar-lo en DOS. Va ser publicat per Underwear Systems, més tard Executive Systems, Inc. (ESI) i llançat per primera vegada l’1 d’abril de 1985 i es va fer molt popular. El programa utilitza una interfície en mode de caràcters, que té molts elements normalment associats a una interfície gràfica d'usuari.
El programa va omplir un nínxol obligatori al mercat, ja que DOS s'enviava només amb un gestor de fitxers de línia de comandes, fins al DOS Shell generalment fallit que es proporcionava amb MS-DOS 4.0. Fins i tot llavors, la velocitat i les característiques de XTreeGold eren superiors - Suport específic per al format de compressió Zip i capacitat per recuperar fitxers. El programa també té l'avantatge de requerir molt poca memòria, essencial en un moment en què hi havia menys de 640 kB de memòria disponible per executar-se els programes.

## Història
XTree 1.0 es va presentar oficialment l'1 d'abril de 1985 a la West Coast Computer Faire i es va vendre per 39,95 dòlars. Les obres de XTree havien començat el desembre de 1984. El principal desenvolupador va ser Jeffery C. Johnson, que treballava per a una empresa anomenada Executive Systems, Inc. (ESI). Dale Sinor, Tom Smith i Henry Hernandez, propietaris d’ESI, i Ken Broomfield, que van proporcionar garantia de qualitat, van aportar contribucions addicionals. El nom de XTree era el concepte de l'esposa de Johnson, Arletta, que havia fet el suggeriment: "'XTree'. Ja ho sabeu, com 'X-Tree, X-Tree. Llegeix-ho tot sobre això!'" . Johnson va ser el creador del concepte d’arbre de directoris visuals utilitzat per primera vegada en un producte de còpia de seguretat Epson creat per ESI. Johnson descriu la creació d'un arbre de directoris visuals de la següent manera: "Tothom a l'habitació quan el vaig dibuixar per primera vegada en una pissarra blanca [. . . ] Quan em vaig asseure, Tom i Dale van dir que "no es pot fer". Henry, en canvi, podia llegir-me com un llibre i, veient la mirada que tenia als meus ulls, va dir alguna cosa així com "... possible, però no als ordinadors actuals ". Aquell divendres a la tarda, funcionava dilluns al matí i al final del dia es va comprovar que era exacta per una oficina plena d’escèptics.
L'ordre TREE troba a la versió posterior de DOS publica els directoris mostrats de manera molt similar. El 1991, XTree havia venut més de 3 milions de còpies i es va llançar en més de mitja dotzena d'idiomes.
Fins i tot a la seva primera versió, XTree contenia funcions com la llista de tots els fitxers d’una branca, inclosos els subdirectoris, la llista de tots els fitxers d’un disc, o la visualització del contingut d’un fitxer en format text o hexadecimal (independentment de la seva extensió de fitxer), una característica mai afegida al gestor de fitxers integrat de Windows.
XTree es va complementar amb el millorat XTreePro el 1988, que va afegir funcions per treballar amb diverses unitats de disc, va millorar la velocitat i va alinear les ordres del teclat amb altres programes DOS habituals. Una versió de XTreePro amb connectivitat Novell NetWare va debutar a finals de 1988. XTreeProGold / XTreeGold va tenir èxit a Xtree Pro el 1989, afegint menús desplegables per millorar la interfície, visualitzadors de fitxers addicionals i l'elecció d'un tauler dividit d'estil Norton Commander entre ubicacions en diferents discos. El primer producte XTree habilitat per GUI va ser XTreeMac, també llançat el 1989, que va portar les metàfores de la interfície XTree al sistema Macintosh com a substitut del Finder. Tot i que el programari del sistema Macintosh ja tenia una gestió de fitxers competent, XTreeMac va facilitar el desplaçament i la còpia de fitxers i va afegir eines de recuperació i eliminació de fitxers.
També el 1989, la companyia va executar un programa de quatre mesos "Amnistia per a tothom", que va permetre als usuaris de còpies no autoritzades de XTree registrar-les per una petita tarifa. Es van vendre cinc mil llicències per 20 dòlars cadascuna.
XTree va patir una caiguda del terminal després de l'adopció generalitzada de Microsoft Windows. El gestor de fitxers integrat de Windows tenia un aspecte vagament similar al de XTree i, tot i que no tenia la velocitat, les dreceres de teclat i l’alimentació, es va beneficiar en gran manera d’estar inclòs amb Windows.
El 1992 es va llançar XTree per a Windows. El producte va deixar caure moltes de les funcions que més agradaven a les versions de DOS, amb la supressió i l'edició de fitxers que es noten especialment per la seva absència. El programa també va trigar bastant més a carregar-se tant que DOS Xtree com altres gestors de fitxers de Windows, i les operacions com la visualització de fitxers van ser més lentes. Malgrat això, funcions com el suport natiu per a la compressió de fitxers i una àmplia gamma de visualitzadors de fitxers el van convertir en el gestor de fitxers de Windows més complet d'aquest any. No va ser un èxit per a la companyia. El 1993, la XTree Company es va vendre a Central Point Software, que al seu torn va ser adquirida per Symantec el 1994, i el 1995 es va aturar la producció de productes XTree.

## Clons
La popularitat del programa ha portat a molts entusiastes a desenvolupar versions de clons que funcionen amb sistemes operatius moderns. Els clons coneguts inclouen XFile, ZTreeWin, Unixtree i Ytree .
Els autors i usuaris solen veure aquests clons com un homenatge al programa original de XTree, en lloc d'un competidor, sobretot perquè XTree ja no està disponible comercialment.